# Championnat de Suisse masculin de rink hockey
Pour les articles homonymes, voir Ligue nationale A.
La Ligue Nationale A, ou LNA est la plus importante compétition de clubs de rink hockey en Suisse. Elle regroupe les 10 meilleures équipes du pays, qui s'affrontent durant une phase qualificative. À l'issue de cette phase, les huit meilleures dispute des plays-offs afin de remporter le titre de champion de Suisse. Les deux derniers joueront eux des barrages contre les premiers de la LNB, la seconde division du rink hockey suisse.

## Palmarès
| Saison | Vainqueur   |
| ------ | ----------- |
| 1920   | Montreux HC |
| 1921   | Montreux HC |
| 1922   | Montreux HC |
| 1923   | Montreux HC |
| 1926   | Montreux HC |

| Saison | Vainqueur                                                |
| ------ | -------------------------------------------------------- |
| 1932   | Montreux HC                                              |
| 1933   | Montreux HC                                              |
| 1934   | Montreux HC                                              |
| 1935   | Montreux HC                                              |
| 1936   | Montreux HC                                              |
| 1937   | Servette Genève                                          |
| 1938   | Zürcher RSC                                              |
| 1939   | Montreux HC                                              |
| 1940   | Montreux HC                                              |
| 1941   | Montreux HC                                              |
| 1942   | Zurcher RSC,                                             |
| 1943   | Montreux HC,                                             |
| 1944   | Montreux HC                                              |
| 1945   | Montreux HC                                              |
| 1946   | Montreux HC,                                             |
| 1947   | Montreux HC,où/et RC Zurich, séparation de la fédération |
| 1948   | Montreux HC                                              |
| 1949   | Montreux HC                                              |
| 1950   | Montreux HC                                              |
| 1951   | Montreux HC                                              |
| 1952   | Montreux HC                                              |
| 1953   | Montreux HC                                              |
| 1954   | Montreux HC                                              |
| 1955   | Montreux HC                                              |
| 1956   | Non disputé                                              |
| 1957   | Montreux HC                                              |
| 1958   | Montreux HC                                              |
| 1959   | Montreux HC                                              |
| 1960   | Montreux HC                                              |

| Saison | Vainqueur      |
| ------ | -------------- |
| 1961   | Montreux HC    |
| 1962   | Genève RHC     |
| 1963   | Montreux HC    |
| 1964   | Montreux HC    |
| 1965   | Montreux HC    |
| 1966   | Montreux HC    |
| 1967   | RS Zurich      |
| 1968   | RS Zurich      |
| 1969   | Montreux HC    |
| 1970   | RS Zurich      |
| 1971   | RS Zurich      |
| 1972   | RS Zurich      |
| 1973   | RS Zurich      |
| 1974   | RS Zurich      |
| 1975   | Montreux HC    |
| 1976   | Montreux HC    |
| 1977   | RS Zurich      |
| 1978   | RS Zurich      |
| 1979   | RC Zurich      |
| 1980   | SC Thunerstern |
| 1981   | Vevey HC       |
| 1982   | Montreux HC    |
| 1983   | Montreux HC    |
| 1984   | Montreux HC    |
| 1985   | RS Basel       |
| 1986   | Montreux HC    |
| 1987   | Montreux HC    |
| 1988   | SC Thunerstern |

| Saison | Vainqueur                   |
| ------ | --------------------------- |
| 1989   | SC Thunerstern              |
| 1990   | SC Thunerstern              |
| 1991   | SC Thunerstern              |
| 1992   | Genève RHC                  |
| 1993   | Genève RHC                  |
| 1994   | SC Thunerstern              |
| 1995   | Genève RHC                  |
| 1996   | Genève RHC                  |
| 1997   | Genève RHC                  |
| 1998   | Genève RHC                  |
| 1999   | Genève RHC                  |
| 2000   | RSC Uttigen                 |
| 2001   | SC Thunerstern              |
| 2002   | RSC Uttigen                 |
| 2003   | RSC Uttigen                 |
| 2004   | RSC Uttigen                 |
| 2005   | SC Thunerstern              |
| 2006   | Genève RHC                  |
| 2007   | RHC Wimmis                  |
| 2008   | Genève RHC                  |
| 2009   | RSV Weil (Allemagne)        |
| 2010   | Genève RHC                  |
| 2011   | Genève RHC                  |
| 2012   | RHC Friedlingen (Allemagne) |
| 2013   | RHC Diessbach               |
| 2014   | Genève RHC                  |
| 2015   | RHC Bâle                    |
| 2016   | RHC Diessbach               |
| 2017   | Montreux HC                 |
| 2018   | Montreux HC                 |
| 2019   | RC Biasca                   |
| 2020   | Non disputé                 |

## Palmarès par club
| Équipe                      | Titres gagnés |
| --------------------------- | ------------- |
| Montreux HC                 | 50            |
| Genève RHC                  | 12            |
| RS Zurich                   | 9             |
| SC Thunersten               | 8             |
| RSC Uttigen                 | 4             |
| RS Zurich                   | 2             |
| RHC Diessbach               | 2             |
| RHC Bâle                    | 1             |
| RSV Weil (Allemagne)        | 1             |
| RHC Friedlingen (Allemagne) | 1             |
| RS Basel                    | 1             |
| Vevey HC                    | 1             |
| Servette                    | 1             |
| TOTAL                       | 74            |

### Sites suisses
- Fédération Suisse de Rink-Hockey

### International
- Roller Hockey links worldwide
- Mundook-World Roller Hockey
- Hardballhock-World Roller Hockey
- Inforoller World Roller Hockey
- World Roller Hockey Blog
- rink-hockey-news - World Roller Hockey